# Егертен
Егертен (нім. Aegerten) — громада  в Швейцарії в кантоні Берн, адміністративний округ Біль.

## Географія
Громада розташована на відстані близько 23 км на північний захід від Берна.
Егертен має площу 2,2 км², з яких на 28,7% дозволяється будівництво (житлове та будівництво доріг), 37,5% використовуються в сільськогосподарських цілях, 27,8% зайнято лісами, 6% не є продуктивними (річки, льодовики або гори).

## Демографія
2019 року в громаді мешкало 2180 осіб (+26% порівняно з 2010 роком), іноземців було 17,9%. Густота населення становила 1009 осіб/км².
За віковим діапазоном населення розподілялося таким чином: 19,4% — особи молодші 20 років, 57,7% — особи у віці 20—64 років, 22,9% — особи у віці 65 років та старші. Було 1004 помешкань (у середньому 2,1 особи в помешканні).
Із загальної кількості 395 працюючих 7 було зайнятих в первинному секторі, 131 — в обробній промисловості, 257 — в галузі послуг.